# Karabük (provins)

Karta över Turkiet med Karabük markerat.

Karabük är en provins i den norra delen av Turkiet. Den skapades 1995, och har totalt 225 102 invånare (2000) och en areal på 2 864 km². Provinshuvudstad är Karabük.

## Galleri

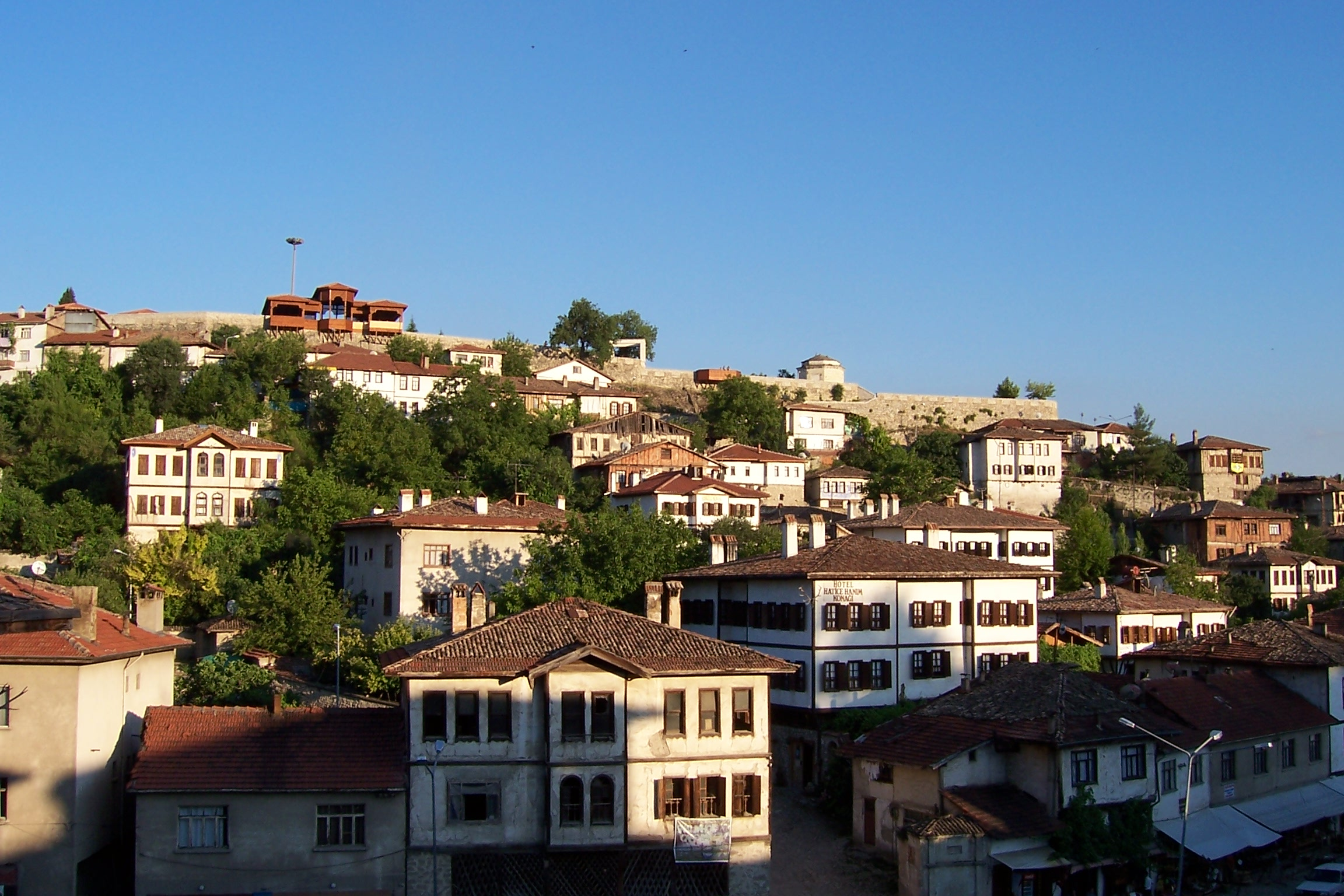
Traditionella hus i Safranbolu
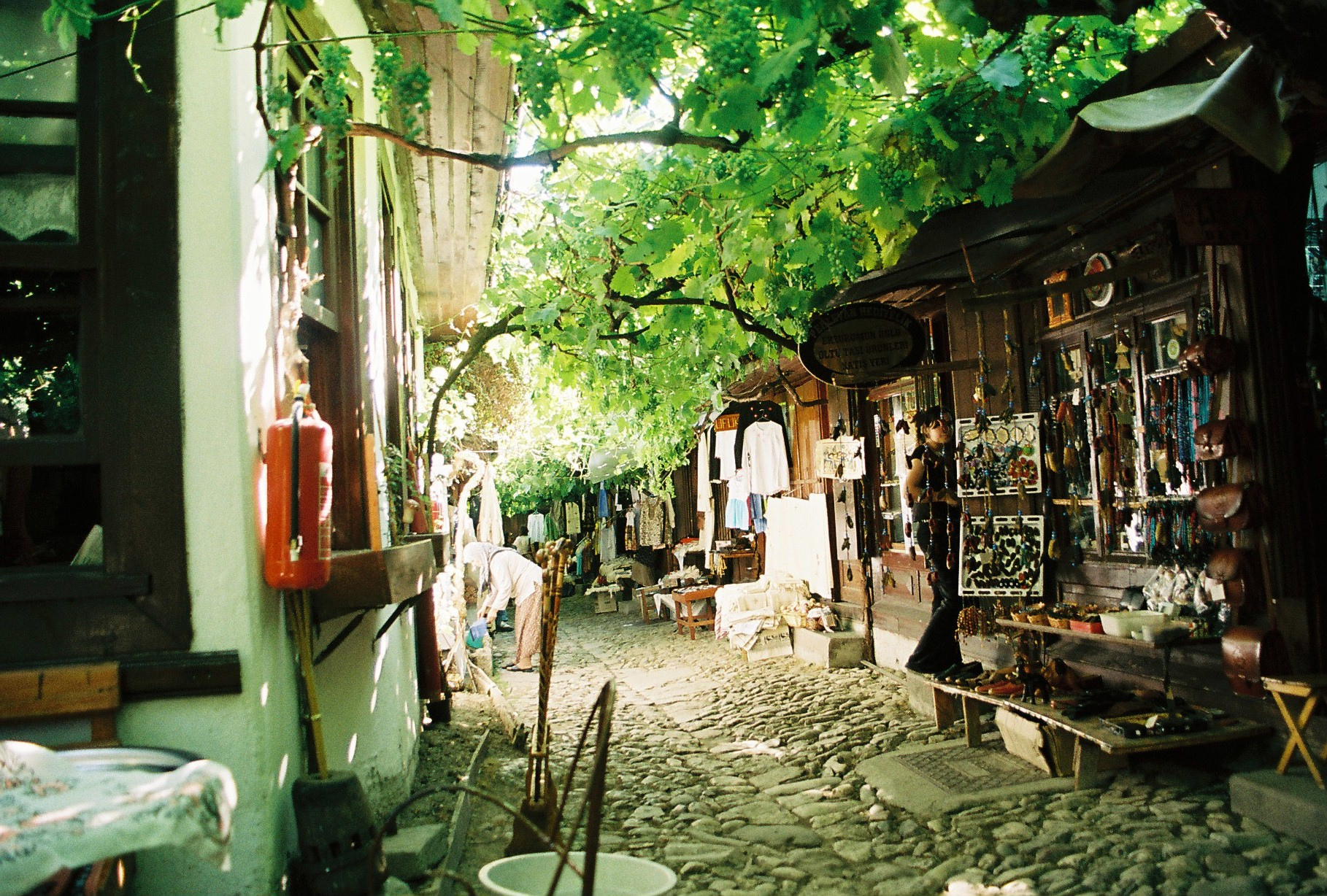
Historisk skomakarbutik i Safranbolu
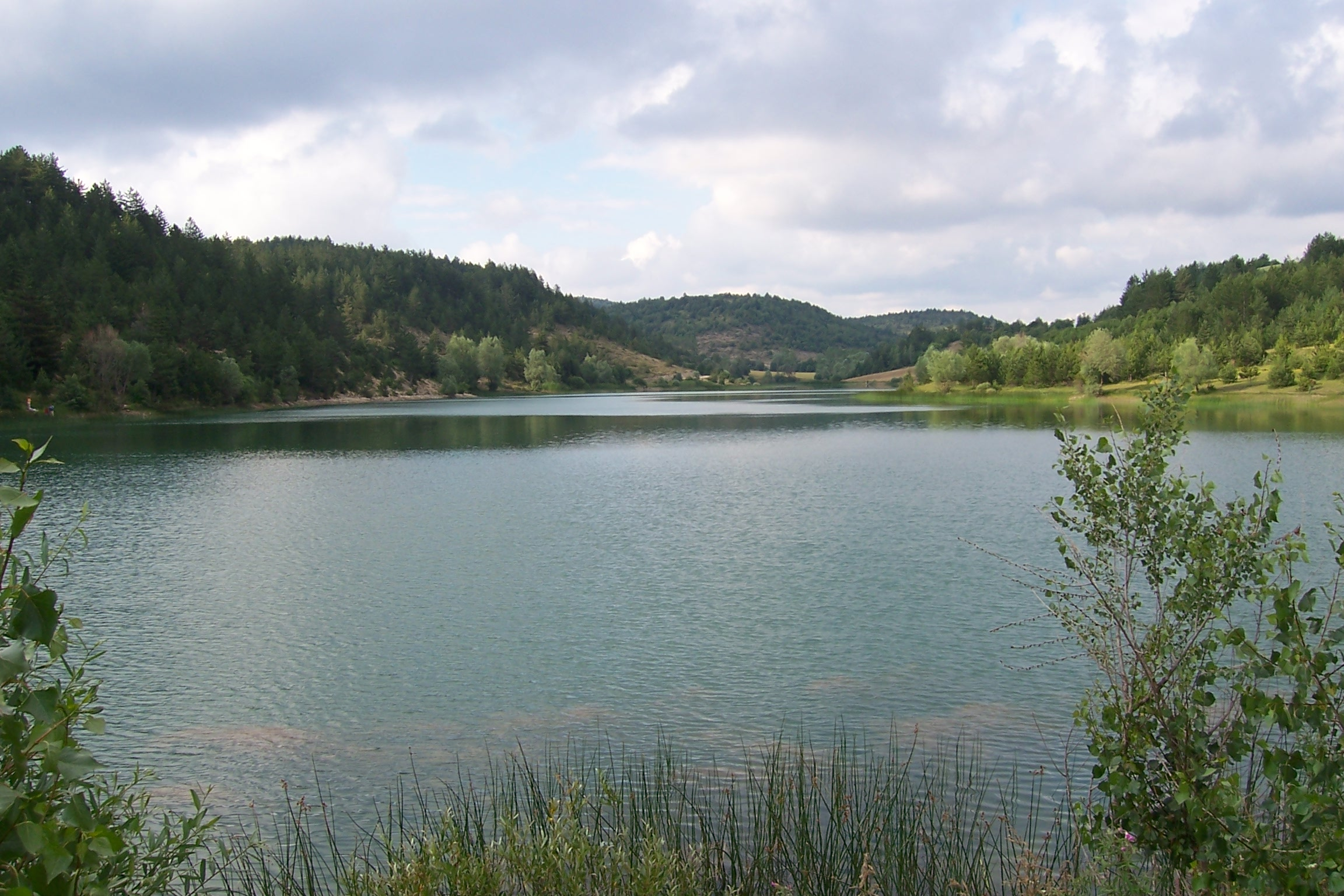
Bostancı Pond i Eflani
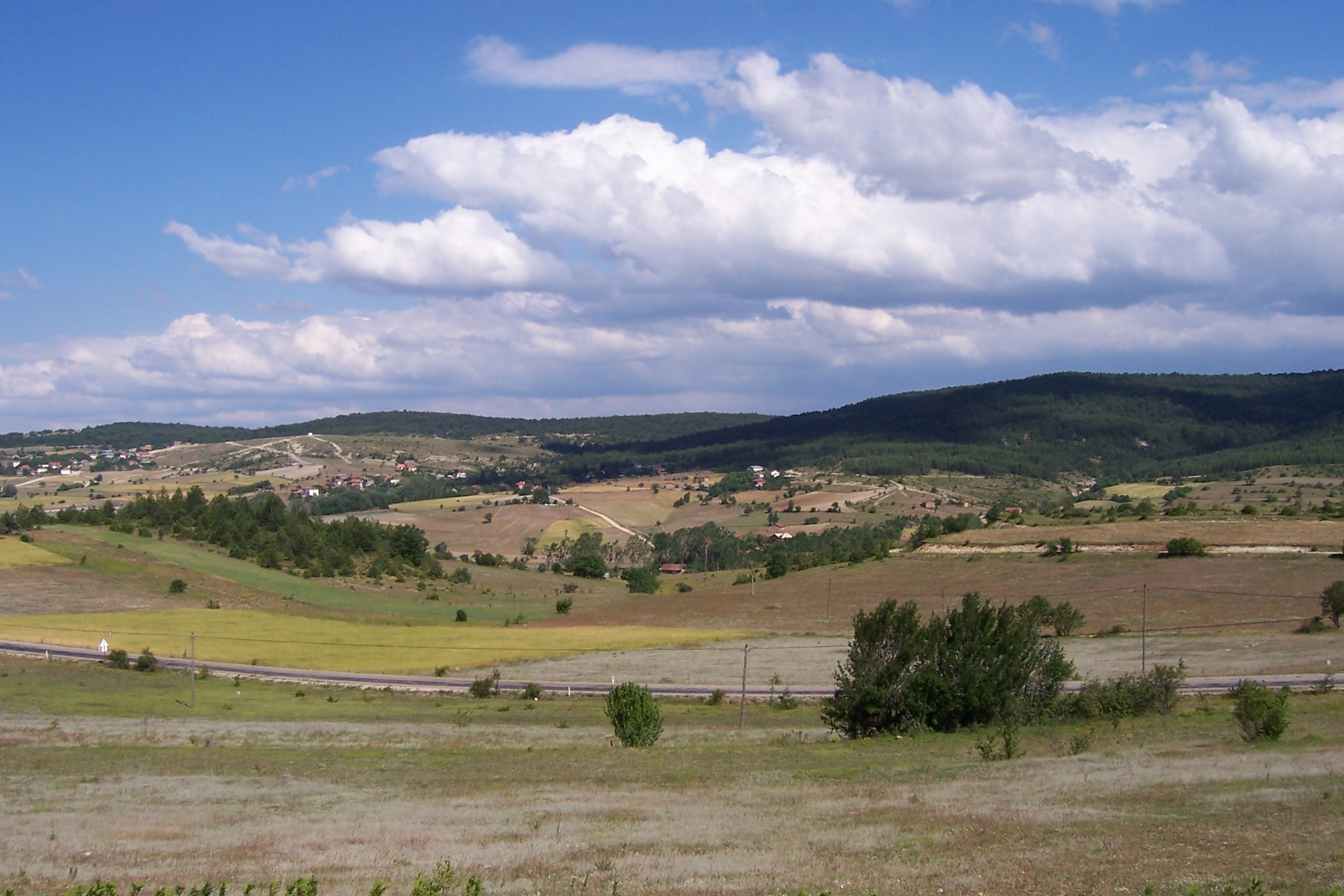
Landsbygd i Eflani